# 田中良
田中良（1965年8月27日—），日本男性動畫師、人物設計師、機械設計師。出身於東京都。

## 人物簡介
專門學校東京設計學院中退。現為自由身，以前所屬的動畫公司有STUDIO TAKURANKE、Film Magic（フィルムマジック）、座圓洞工作室。
此外與動畫導演水島精二是高中和專門學校時期的同學。

## 主要參加作品

### 電視動畫
1984年
- 北斗神拳（原畫）

1990年
- 超級劍豪傳（作畫監督）
- 至尊勇者（作畫監督）

1991年
- 電腦小奇俠（日语：ゲンジ通信あげだま）（作畫監督）

1992年
- 幽☆遊☆白書（作畫監督）

1995年
- VR快打（人物設定、作畫監督[1]）

1996年
- 名偵探柯南（OP作畫）

1998年
- DT戰士（日语：DTエイトロン）（人物設定）
- SHADOW SKILL -影技-（原畫）
- Generator Gawl（日语：ジェネレイターガウル）（原畫、OP作畫協力）
- 聖路美娜女學院（日语：聖ルミナス女学院）（原畫）

1999年
- The Big O（原畫）

2000年
- 魯邦三世：一美元戰爭（日语：ルパン三世 1$マネーウォーズ）（人物設定、原畫[2]）

2001年
- 電腦冒險記（作畫監督）
- 七虹香電擊作戰（機械設定）

2002年
- 爆鬥宣言大鋼彈（動作作畫、作畫監督）

2004年
- 索斯機械獸IV（原畫）

2007年
- 機神大戰（作畫監督）
- Baccano！（作畫監督、原畫）

2008年
- 食靈 -零-（原畫）

2009年
- 空罐少女！（人物設定、總作畫監督）
- Battle Spirits 少年激霸彈（作畫監督、原畫）
- 信蜂（原畫）

2010年
- 無頭騎士異聞錄 DuRaRaRa!!（原畫）
- 一騎當千 XTREME XECUTOR（動作作畫監督）
- 祝福的鐘聲（原畫）
- 天降之物f（間接動畫師、作畫監督、原畫）
- 海月姬（OP原畫）
- 咎狗之血（原畫）

2011年
- 青之驅魔師（原畫）
- IS〈Infinite Stratos〉（原畫）
- Dororon炎魔君 熊～熊燃燒（原畫）
- 死囚樂園（原畫）
- 夏目友人帳 參（OP原畫）
- 神樣DOLLS（原畫）
- Persona4 the ANIMATION（原畫、OP原畫）

2012年
- IXION SAGA DT（分鏡、原畫、OP&ED原畫）
- 人類衰退之後（原畫）
- ZETMAN（原畫、OP原畫）
- Muv-Luv Alternative Total Eclipse（原畫）
- 夏目友人帳 肆（OP原畫）
- 惡魔高校D×D（原畫、OP原畫）
- 魯邦三世 -名為峰不二子的女人-（原畫）

2013年
- AMNESIA（原畫、OP原畫）
- THE UNLIMITED 兵部京介（原畫、OP原畫）
- DEVIL SURVIVOR 2 the ANIMATION（原畫）
- 惡魔高校D×D NEW（原畫）
- 果然我的青春戀愛喜劇搞錯了。（原畫）
- 飆速宅男（分鏡、原畫）

2014年
- ALDNOAH.ZERO（OP原畫）
- 狐仙的戀愛入門（OP原畫）
- 諸神的惡作劇（原畫）
- 健全機鬥士（機械&動作監修・原畫）
- 精靈使的劍舞（原畫、OP原畫）
- 屬性同好會（原畫、OP作畫&動作動畫）
- 約會大作戰II（OP原畫）
- 飆速宅男 GRANDE ROAD（分鏡、原畫、OP&ED原畫、ED分鏡&演出）

2015年
- 境界的輪迴（動作作畫監督）
- 無頭騎士異聞錄 DuRaRaRa!!×2 承（原畫）
- 惡魔高校D×D BorN（作畫監督、原畫）

2017年
- 愛麗絲與藏六（原畫）

2020年
- 回復術士的重啟人生（分鏡）

### OVA
1991年
- EXPER ZENON（日语：EXPER ZENON）（原畫）
- 魍魎戰記MADARA（日语：魍魎戦記MADARA）（原畫）

1992年
- 甲龍傳說（日语：甲竜伝説ヴィルガスト）（原畫）
- 永遠的法蓮娜（日语：永遠のフィレーナ）（作畫監督）

1993年
- 超時空世紀歐卡斯02（原畫）

1995年
- 女神天國（日语：女神天国）（動作協調）

1997年
- AIKa（動作協調、原畫）

1998年
- 真蓋特機器人 世界最後之日（原畫）

1999年
- 青山剛昌短篇集（原畫）
- うさぎちゃんでCue!!（日语：うさぎちゃんでCue!!）（原畫）
- 銀河英雄傳說外傳 螺旋迷宮（原畫）

2000年
- 真蓋特機器人對NEO蓋特機器人（機械設定協力、機械作畫監督）
- 炎之迷宮（日语：炎のらびりんす）（動作協調）

2001年
- ぷにぷに☆ぽえみぃ（日语：ぷにぷに☆ぽえみぃ）（原畫）
- 魔神凱撒（機械作畫監督）

2002年
- 少女歌手 ～思想曲～（日语：カナリア 〜この想いを歌に乗せて〜）（人物設定、作畫監督）

2004年
- 新蓋特機器人（機械設定、作畫監督）

2005年
- 鴉 -KARAS-（原畫）
- 超級機械人大戰ORIGINAL GENERATION THE ANIMATION（人物設定、作畫監督）

2006年
- 鬼公子炎魔（魔物設定、作畫監督）

2009年
- 異世界聖機師物語（原畫）
- 聖鬥士星矢 THE LOST CANVAS 冥王神話（OP動畫、原畫）

2010年
- 怪物王女（原畫）
- 聖鬥士星矢 THE LOST CANVAS 冥王神話（原畫）

2011年
- 聖鬥士星矢 THE LOST CANVAS 冥王神話（作監督）

2012年
- 史上最強弟子兼一 闇黑襲擊（原畫）

2013年
- 鋼鐵人：噬甲病毒崛起（原畫）
- 飆速宅男（原畫）

### 電影動畫
1992年
- 劇場版 亞爾斯蘭戰記II（原畫）

1994年
- 劇場版 幽☆遊☆白書：冥界死鬥篇 炎之絆（作畫監督）

1997年
- 名偵探柯南：引爆摩天樓（原畫）

1998年
- 名偵探柯南：第十四號獵物（原畫）

1999年
- 名偵探柯南：世紀末的魔術師（原畫）

2000年
- 劇場版 幸運女神（原畫）

2001年
- 名偵探柯南：往天國的倒數計時（原畫）

2009年
- 劇場版 小雙俠：新雙俠機械大集合！玩具國大決戰，骰子！（原畫）

2011年
- 劇場版 天降之物：計時的悲傷女神（作畫監督協力、原畫）

2013年
- AURA ～魔龍院光牙最後的戰鬥～（原畫）
- PERSONA3 THE MOVIE #1 Spring of Birth（動作協調）
- 魯邦三世VS名偵探柯南 THE MOVIE（原畫）

### 遊戲
1987年
- 超真實麻雀PII（日语：スーパーリアル麻雀#スーパーリアル麻雀PIII）（人物設定、分鏡、作畫監督、原畫）

1988年
- 超真實麻雀PIII（日语：スーパーリアル麻雀#スーパーリアル麻雀PIII）（人物設定、分鏡、作畫監督、原畫）

1993年
- 超真實麻雀PIV（日语：スーパーリアル麻雀#スーパーリアル麻雀PIV）（人物設定、分鏡、作畫監督、原畫）

1994年
- 超真實麻雀PV（日语：スーパーリアル麻雀#スーパーリアル麻雀PV）（人物設定、分鏡、作畫監督、原畫）

1996年
- 超真實麻雀PVI（日语：スーパーリアル麻雀#スーパーリアル麻雀PVI）（人物設定、分鏡、作畫監督、原畫）

1997年
- 超真實麻雀P7（日语：スーパーリアル麻雀#スーパーリアル麻雀P7）（人物設定、分鏡、作畫監督、原畫）

1999年
- 超真實麻雀VS（日语：スーパーリアル麻雀#スーパーリアル麻雀VS）（人物設定、分鏡、作畫監督、原畫）

2003年
- 超真實麻雀 for Mobile（日语：スーパーリアル麻雀#スーパーリアル麻雀 for Mobile）（人物設定、分鏡、作畫監督、原畫）